# Burma az 1956. évi nyári olimpiai játékokon
Burma az ausztráliai Melbourne-ben és a svédországi Stockholmban megrendezett 1956. évi nyári olimpiai játékok egyik részt vevő nemzete volt. Az országot az olimpián 4 sportágban 11 sportoló képviselte, akik érmet nem szereztek.

## Atlétika
Férfi
| Versenyző   | Versenyszám | Döntő         | Döntő         |
| Versenyző   | Versenyszám | Idő           | Helyezés      |
| ----------- | ----------- | ------------- | ------------- |
| Myitung Naw | 10 000 m    | nem ért célba | nem ért célba |
| Myitung Naw | Maraton     | 2:49:32       | 26.           |

## Ökölvívás
| Versenyző     | Versenyszám  | 32-es főtábla                   | Nyolcaddöntő                | Negyeddöntő       | Elődöntő          | Döntő             | Helyezés |
| Versenyző     | Versenyszám  | Ellenfél Eredmény               | Ellenfél Eredmény           | Ellenfél Eredmény | Ellenfél Eredmény | Ellenfél Eredmény | Helyezés |
| ------------- | ------------ | ------------------------------- | --------------------------- | ----------------- | ----------------- | ----------------- | -------- |
| Yai Shwe      | Légsúly      | erőnyerő                        | John Caldwell (IRL) · KO    | kiesett           | kiesett           | kiesett           | 9.       |
| Thein Myint   | Harmatsúly   | erőnyerő                        | Éder Jofre (BRA) · V        | kiesett           | kiesett           | kiesett           | 9.       |
| Ye Chit       | Pehelysúly   | erőnyerő                        | Shinichiro Suzuki (JPN) · V | kiesett           | kiesett           | kiesett           | 9.       |
| Terrence Oung | Kisváltósúly | Constantin Dumitrescu (ROU) · V | kiesett                     | kiesett           | kiesett           | kiesett           | 17.      |

## Súlyemelés
| Versenyző      | Versenyszám | Nyomás   | Nyomás   | Szakítás | Szakítás | Lökés    | Lökés    | Összesen | Helyezés |
| Versenyző      | Versenyszám | Eredmény | Helyezés | Eredmény | Helyezés | Eredmény | Helyezés | Összesen | Helyezés |
| -------------- | ----------- | -------- | -------- | -------- | -------- | -------- | -------- | -------- | -------- |
| Chu Kee        | 56 kg       | 85,0     | =9.      | 80,0     | =13.     | 110,0    | =13.     | 275,0    | 11.      |
| Tun Maung Kywe | 60 kg       | 90,0     | =14.     | 92,5     | =11.     | 115,0    | 14.      | 297,5    | 14.      |
| Nil Tun Maung  | 67,5 kg     | 110,0    | =5.      | 105,0    | =7.      | 137,5    | =6.      | 352,5    | 8.       |

## Vitorlázás
Nyílt
| Versenyző                  | Versenyszám | Futam | Futam | Futam | Futam | Futam | Futam | Futam | Pontszám | Helyezés |
| Versenyző                  | Versenyszám | 1     | 2     | 3     | 4     | 5     | 6     | 7     | Pontszám | Helyezés |
| -------------------------- | ----------- | ----- | ----- | ----- | ----- | ----- | ----- | ----- | -------- | -------- |
| Maung Maung Lwin           | Finn dingi  | 172   | (147) | 172   | 172   | 172   | 172   | 147   | 1007     | 19.      |
| Gyi Khin Pe Chow Park Wing | Sharpie     | (0)   | 101   | 174   | 0     | 0     | 0     | 0     | 275      | 13.      |